# Kappa m/1943

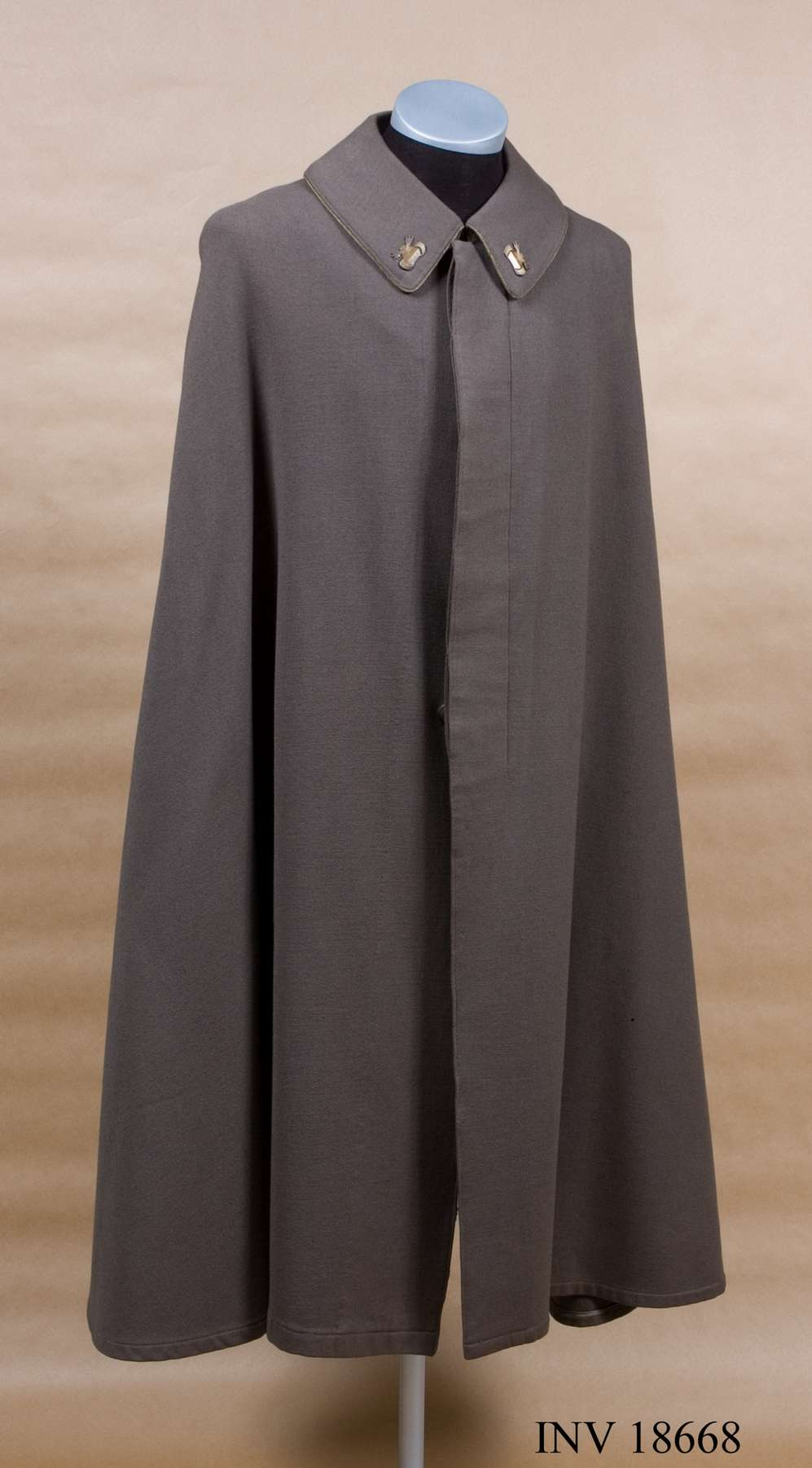
Kappa m/1943 för major vid Göta Pansarlivgarde (P1)
(Ur armémuseums samlingar)

Kappa m/1943 var en kappa som användes inom Försvarsmakten.

## Utseende
Denna kappa av gråbrungrönt ylletyg är rundskuren och har en fällkrage som får vara högst 7 cm bred. Kappan känpps med s.k. Julpknäppning samt har fem storra knappar. Kappan ska räcka minst 15-20 cm nedanför knäet.

## Användning
Denna kappa användes av officerare och underofficerare till uniform m/1939 vid kylig väderlek.